# Man VS. Alaska
Man VS Alaska est une émission de téléréalité à la télévision américaine produite par Brian Catalina Productions diffusée à partir du 12 mai 2013. Les producteurs exécutifs de la série sont Brian Catalina, Kristina Wood, John Magennis, Claire Kosloff, Victoria Levy et Peter iras.
Man VS Alaska porte sur les hommes et les femmes survivalistes qui sont déposés dans le désert de l'Alaska, où ils sont en compétition les uns contre les autres dans diverses courses. Les survivalistes sont déposés par des avions dans le désert de l'Alaska, où ils participent à des courses à travers l'Alaska et doivent affronter météo imprévisible, paysages arides et prédateurs hostiles.
Le 7 mai 2015, National Geographic Channel annonce l'annulation au bout de trois saisons de l'émission.

## Émissions

### Saison 1 (2013)
La première saison comporte 10 épisodes pour suivre les expériences des survivalistes à des points de localisation spécifiques pendant la course de 4 800 km. L'objectif principal dans chaque épisode est de survivre et de parvenir à la destination finale de la course dans les 72 heures.

#### Participants
- Austin Manelick[2]
- Brent Sass[2]
- Dallas Seavey[2]
- Marty Raney[2]
- Matt Raney[2]
- Tyrell Seavey[2]
- Tyler Johnson[2]
- Willi Prittie[2]

#### Épisodes
| Numéro d'épisode | Titre original     | Titre français                 | Date de diffusion |
| ---------------- | ------------------ | ------------------------------ | ----------------- |
| 01               | Arctic Hell        | L'infernal Arctique            | 12 mai 2013       |
| 02               | River of No Return | A l'abordage !                 | 19 mai 2013       |
| 03               | Into the Void      | La traversée des glaces        | 26 mai 2013       |
| 04               | Sink or Swim       | Un homme à la mer !            | 2 juin 2013       |
| 05               | Belly of the Beast | Attention aux ours !           | 6 juin 2013       |
| 06               | Desolation Island  | L'île déserte                  | 16 juin 2013      |
| 07               | Desperate Measures | Une question de vie ou de mort | 23 juin 2013      |
| 08               | Ice Cold Gamble    | La stratégie                   | 30 juin 2013      |
| 09               | Beasts of Prey     | Les proies                     | 7 juillet 2013    |
| 10               | Vertical Hell      | L'histoire sans fin            | 14 juillet 2013   |

### Saison 2 (2013-2014)
La deuxième saison comporte 14 épisodes. L'épisode 8, est un épisode récapitulatif des principaux événements des sept premiers épisodes de la saison, l'épisode contient également des images des cinq derniers épisodes de la saison et l'épisode 14 est un épisode récapitulatif montrant les principaux événements de la saison 2. Il contient également un aperçu des nouvelles équipes de la saison 3.
Elle se concentre sur quatre équipes de survivalistes avec différents domaines d'expertise : les bûcherons, les montagnards, les militaires et les sportifs. Chaque équipe a la tâche de parvenir au point d'extraction plus rapidement que les autres équipes. Il y avait plusieurs points d'extraction avec un terrain différent pour chaque étape du concours. Le délai pour atteindre la fin de chaque course a été réduit à 60 heures.

#### Équipes
Les participants ont été divisés en quatre équipes de trois.
| Participants              | Équipe      | Position |
| ------------------------- | ----------- | -------- |
| Dallas Seavey             | Sportifs    | 1er      |
| Eddie Ahyakak             | Sportifs    | 1er      |
| Sean Burch                | Sportifs    | 1er      |
| Grady Powell              | Militaires  | 2e       |
| Jared Ogden               | Militaires  | 2e       |
| Rodolfo Reyes             | Militaires  | 2e       |
| Marty Raney               | Montagnards | 3e       |
| Tyler Johnson             | Montagnards | 3e       |
| Thomas Ginn               | Montagnards | 3e       |
| Yote Robertson            | Bûcherons   | 4e       |
| Tina "Timber Tina" Scheer | Bûcherons   | 4e       |
| Jimmy Gaydos              | Bûcherons   | 4e       |

#### Résultats
| Équipe      | Participants                                            | Position (par étape) | Position (par étape) | Position (par étape) | Position (par étape) | Position (par étape) | Position (par étape) | Position (par étape) | Position (par étape) | Position (par étape) | Position (par étape) | Position (par étape) | Position (par étape) | Total des points |
| Équipe      | Participants                                            | 1                    | 2                    | 3                    | 4                    | 5                    | 6                    | 7                    | 8                    | 9                    | 10                   | 11                   | 11                   | Total des points |
| ----------- | ------------------------------------------------------- | -------------------- | -------------------- | -------------------- | -------------------- | -------------------- | -------------------- | -------------------- | -------------------- | -------------------- | -------------------- | -------------------- | -------------------- | ---------------- |
| Sportifs    | Dallas Seavey, Eddie Ahyakak, Sean Burch                | 2e                   | 3e                   | 3e                   | 2e                   | 1er                  | 2e                   | 2e                   | 2e                   | 1er                  | 1er                  | 1er                  | 1er                  | 4                |
| Militaires  | Grady Powell, Jared Ogden, Rudy Reyes                   | 1er                  | 4e                   | 1er                  | 3e                   | 3e                   | 3e                   | 1er                  | 3e                   |                      |                      | 2e                   | 2e                   | 3                |
| Montagnards | Marty Raney, Tyler Johnson, Thomas Ginn                 | 3e                   | 2e                   | 2e                   | 1er                  | 2e                   | 1er                  | 3e                   | 1er                  |                      |                      | 3e                   | 3e                   | 3                |
| Bûcherons   | Yote Robertson, Tina "Timber Tina" Scheer, Jimmy Gaydos | 4e                   | 1er                  | 4e                   |                      |                      |                      |                      |                      |                      |                      |                      |                      | 1                |

#### Épisodes
| Numéro d'épisode | Titre original      | Titre français                   | Date de diffusion |
| ---------------- | ------------------- | -------------------------------- | ----------------- |
| 01               | Arctic Battleground | L'arctique comme terrain de jeu  | 15 décembre 2013  |
| 02               | Savage Beasts       | Les bêtes sauvages               | 22 décembre 2013  |
| 03               | Over the Falls      | Les chutes d'eau                 | 29 décembre 2013  |
| 04               | Climb from Hell     | L'escalade de l'enfer            | 5 janvier 2014    |
| 05               | River of Fury       | La rivière en furie              | 12 janvier 2014   |
| 06               | Hell Hole           | Le glacier de l'enfer            | 19 janvier 2014   |
| 07               | Vice Grip           | Les sables mouvants              | 26 janvier 2014   |
| 08               | Guts & Glory        | Best of : vivre et apprendre     | 9 février 2014    |
| 09               | River of Doom       | La malédiction de la rivière     | 9 février 2014    |
| 10               | Bear Kingdom        | Au royaume des ours              | 16 février 2014   |
| 11               | Deep Dark Woods     | Dans les profondeurs de la forêt | 23 février 2014   |
| 12               | The Last Battle     | Encore une bataille              | 2 mars 2014       |
| 13               | Fight to the Finish | Le combat final                  | 9 mars 2014       |
| 14               | Game On             | Best of : le jeu commence        | 28 décembre 2014  |

### Saison 3 (2015)
La troisième saison comporte 13 épisodes.

#### Équipes
Pour la saison 3, le format reste inchangé avec 4 équipes. Les candidats en italique sont des anciens des saisons précédentes.
| Participants            | Équipe     | Position |
| ----------------------- | ---------- | -------- |
| Ben Johns               | Sportifs   | 1er      |
| Dallas Seavey           | Sportifs   | 1er      |
| Lel Tone                | Sportifs   | 1er      |
| Scott "Cluck" McCleskey | 48 États   | 2e       |
| Kasha Rigby             | 48 États   | 2e       |
| James Sweeney           | 48 États   | 2e       |
| Daniel Dean             | Militaires | 3e       |
| Jared Ogden             | Militaires | 3e       |
| Grady Powell            | Militaires | 3e       |
| Tyler Johnson           | Alaska     | 4e       |
| Marty Raney             | Alaska     | 4e       |
| Vern Tejas              | Alaska     | 4e       |

#### Résultats
| Équipe     | Participants                                        | Position (par étape) | Position (par étape) | Position (par étape) | Position (par étape) | Position (par étape) | Position (par étape) | Position (par étape) | Position (par étape) | Position (par étape) | Position (par étape) | Position (par étape) | Position (par étape) | Position (par étape) | Total des points |
| Équipe     | Participants                                        | 1                    | 2                    | 3                    | 4                    | 5                    | 6                    | 7                    | 8                    | 9                    | 10                   | 11                   | 12                   | 13                   | Total des points |
| ---------- | --------------------------------------------------- | -------------------- | -------------------- | -------------------- | -------------------- | -------------------- | -------------------- | -------------------- | -------------------- | -------------------- | -------------------- | -------------------- | -------------------- | -------------------- | ---------------- |
| Sportifs   | Ben Johns, Dallas Seavey, Lel Tone                  | 1er                  | 1er                  | 3e                   | 3e                   | 2e                   | 4e                   | 2e                   | 2e                   | 1er                  | 4e                   | 1er                  | 4e                   | 1er                  | 6                |
| 48 États   | Scott "Cluck" McCleskey, Kasha Rigby, James Sweeney | 4e                   | 4e                   | 2e                   | 1er                  | 3e                   | 3e                   | 3e                   | 1er                  | 2e                   | 2e                   | 4e                   | 1er                  | 2e                   | 3                |
| Militaires | Daniel Dean, Jared Ogden, Grady Powell              | 2e                   | 2e                   | 4e                   | 2e                   | 1er                  | 1er                  | 4e                   | 4e                   | 3e                   | 1er                  | 3e                   | 3e                   | 4e                   | 3                |
| Alaska     | Tyler Johnson, Marty Raney, Vern Tejas              | 3e                   | 3e                   | 1er                  | 4e                   | 4e                   | 2e                   | 1er                  | 3e                   | 4e                   | 3e                   | 2e                   | 2e                   | 3e                   | 2                |

#### Épisodes
| Numéro d'épisode | Titre original      | Titre français          | Date de diffusion |
| ---------------- | ------------------- | ----------------------- | ----------------- |
| 01               | Back for Blood      | Le retour de l'épreuve  | 4 janvier 2015    |
| 02               | Deadly Descent      | Descente mortelle       | 4 janvier 2015    |
| 03               | Crash Course        | Course intensive        | 11 janvier 2015   |
| 04               | Deadly Tide         | Les eaux de la torture  | 18 janvier 2015   |
| 05               | Devil's Due         | Le pacte avec le diable | 25 janvier 2015   |
| 06               | Rogue Warrior       | Rébellion en vue        | 8 février 2015    |
| 07               | Live Before You Die | La mort en direct       | 8 février 2015    |
| 08               | Savage Waters       | Les eaux sauvages       | 15 février 2015   |
| 09               | Kodiak Killers      | Le Kodiak tueur         | 22 février 2015   |
| 10               | Covert Ops          | Opération secrète       | 1er mars 2015     |
| 11               | Long Way Down       | Encore une longue route | 8 mars 2015       |
| 12               | Knockout Punch      | K.O. en un coup         | 15 mars 2015      |
| 13               | Final Gauntlet      | Le défi final           | 22 mars 2015      |

## Critiques
David Hinckley du journal Daily News a donné une bonne critique pour la deuxième saison, en disant : "les choses semblent toujours rudes et froides, ce qui devrait satisfaire la plupart du public qui regarde l'émission. La seule chose en Alaska qui ressemble au chaud c'est ce grand ours dans son manteau brun, et il n'est pas vraiment intéressé pour partager sa chaleur.

## Controverse
L'émission a été accusée d'être mise en scène. Craig Medrid d'Alaska Dispatch appelle la série "la plus irréelle de la télé-réalité. National Geographic Channel appelle réalité fictive ou réelle de la fiction, ou ce que vous appelez ce mélange du 21e siècle, un mélange de vrai et de faux, dans ce que les fondateurs de la National Geographic Society n'auraient jamais pu imaginer".